# Ferrocarriles de Vía Estrecha
Zasugerowano, aby ten artykuł podzielić na różne artykuły – Ferrocarriles de Vía Estrecha i Renfe Feve.

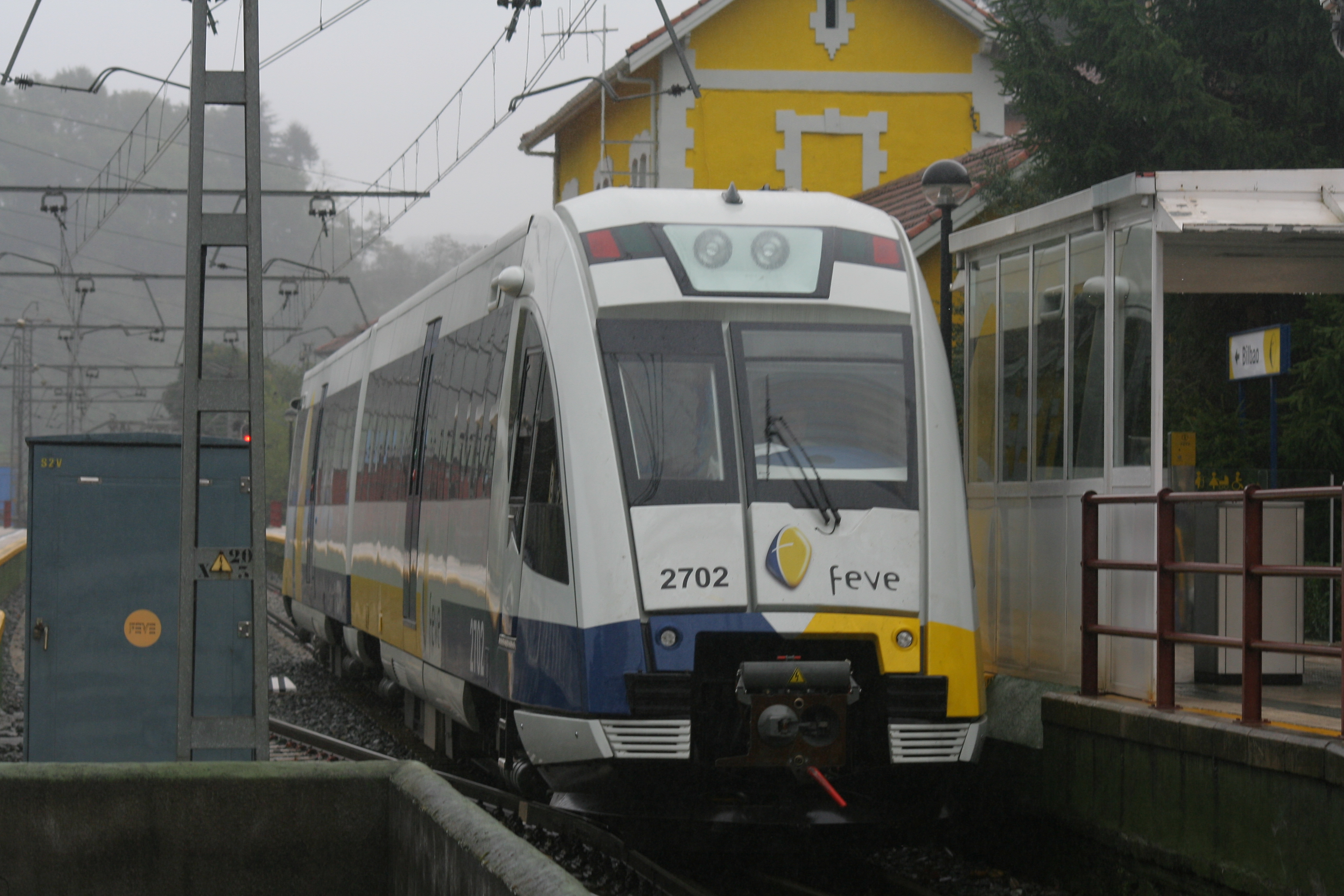
Jeden z pociągów na stacji Balmaseda w prowincji Bizkaia

Renfe Feve (z hiszp. Ferrocarriles de Vía Estrecha – Koleje wąskotorowe) – hiszpańskie przedsiębiorstwo kolejowe prowadzące przewozy osobowe, jak i towarowe na liniach wąskotorowych, o całkowitej długości 1250 km.
FEVE utworzone zostało w 1965 r. i wchodzi w skład hiszpańskiego przewoźnika Renfe.
Zdecydowana większość linii obsługiwanych przez FEVE leży wzdłuż lub w pobliżu Oceanu Atlantyckiego i Zatoki Biskajskiej. Obejmuje ono swoim działaniem tereny hiszpańskiej Galicji, Kantabrii, Asturii i częściowo Kraju Basków z rozgałęzieniem do regionu Kastylia i León.
FEVE prowadzi operacje przewozowe na 1194 km torów, z czego 316 km jest zelektryfikowana.
Najważniejszą linią obsługiwaną przez przewoźnika jest linia Transcantábrico, biegnąca w całej swej długości na północnym wybrzeżu Hiszpanii łącząc miasta San Sebastián i Ferrol oraz począwszy od 1982 r. także miasto León w Kastylii.
FEVE świadczy również przewozy osób w ruchu podmiejskim, tzw. Cercanías. Głównym obszarem gdzie działa jako kolej podmiejska jest region Asturii – Cercanías Asturias, gdzie istnieje gęsta sieć FEVE i 5 linii podmiejskich, a system jest całkowicie zintegrowany z pociągami Renfe.
FEVE prowadzi również przewozy towarowe, około 460 milionów ton towarów rocznie, co stanowi dużą część zysków przedsiębiorstwa.